# النظام (نجم)
النظام (بالإنجليزية: Alnilam أو Epsilon Orionis أو ε Ori) هو النجم الأوسط من بين الثلاثة نجوم المكونة لحزام الجبار الموجود في كوكبة الجبار . والنظام هو عملاق أزرق ، أي نجم بالغ الضخامة بالمقارنة بالشمس . يبعد النظام عنا نحو 1900 سنة ضوئية ويبلغ عمره نحو 50 مليون سنة فقط .
و النيم هو واحد من ألمع 30 نجم في صفحة السماء وهو رابع نجم في درجة لمعانه في كوكبة الجبار . وهو يشكل مع المنطقة (Delta Orionis)، و النطاق (Zeta Orionis) الثلاثة نجوم الوسطية في الجبار والتي تسمى حزام الجبار. والنظام هو النجم الأوسط بين الثلاثة نجوم هذه والتي تقع تقريبا على خط مستقيم وملفتة للنظر.
يستخدم نجم النظام بجانب 57 نجم آخر للتوجيه الملاحي، وهو أعلى نقطة في السماء في منتصف ليلة 10 ديسمبر.

## وصفه
النظام هو عملاق أزرق وينتمي إلى التصنيف الطيفي B0 . تبلغ درجة حرارة سطحه نحو 25000 كلفن (بالمقارنة بحرارة سطح الشمس التي تبلغ 5700 كلفن فقط).
يسمى بالإنجليزية إبسيلون أوريون، ويبلغ قدر سطوعة الكلي أشد من ضياء الشمس نحو 375000 مرة. ويبلغ قطره نحو 36 مليون كيلومتر، أي أكبر من قطر الشمس نحو 26 مرة.

## حزام الجبار
ويتوسطها ثلاثة نجوم على خط واحد وهو حزام الجبار . يتكون حزام الجبار من ثلاثة نجوم من أسطع نجوم السماء وهي المنطقة الذي يبعد عنا 900 سنة ضوئية، والنظام الذي يبعد عنا 1900 سنة ضوئية، والنطاق الذي يبعد عنا 820 سنة ضوئية، وهو النجم القريب من مسييه 78 (M78).
|  |  |

## اقرأ أيضاً
| - النطاق (الجبار) - المنطقة (الجبار) - نجم ولف-رايت - الراقص (الملتهب) - التصنيف النجمي - سديم الشعلة - كتلة جينس | - انفجار أشعة غاما 080913 - مستعر أعظم - قزم أبيض - عملاق أحمر - نجم الدجاجة اكس - تخليق العناصر - ثقب أسود | - النسق الأساسي - مجرة حلزونية - مجرة إهليجية - إشعاع الخلفية الميكروني الكوني - الانفجار العظيم - خط زمني للانفجار العظيم - نجم نيوتروني - ثقب أسود | - مسييه 100 - انفجار أشعة غاما 080319ب - انفجار أشعة غاما 090423 - انفجار أشعة غاما 970228 - في في الملتهب - في واي الكلب الأكبر - قائمة أسماء النجوم العربية - منكب الجوزاء. |